# 井口経明
井口 経明（いぐち つねあき、1945年〈昭和20年〉12月22日 - ）は、日本の政治家。元宮城県岩沼市長。

## 経歴
岩沼市出身。宮城教育大学卒業。
岩沼市議会議員を務めた。また、1996年（平成8年）1月12日から1998年（平成10年）5月21日まで第11代同議長を務めた。

### 1998年岩沼市長選挙
同年5月31日の市長選挙に立候補して、現職だった小野光彦を破って、初当選を果たした。
※当日有権者数：-人 最終投票率：69.50%（前回比：-pts）
| 候補者名 | 年齢 | 所属党派 | 新旧別 | 得票数   | 得票率 | 推薦・支持 |
| -------- | ---- | -------- | ------ | -------- | ------ | ---------- |
| 井口経明 | 52   | -        | 新     | 11,473票 | 55.8%  | -          |
| 小野光彦 | 55   | -        | 現     | 9,078票  | 44.2%  | -          |

### 2002年岩沼市長選挙
前回と同じ顔ぶれになったが、これを破って再選を果たした。
※当日有権者数：32,033人 最終投票率：61.68%（前回比：-pts）
| 候補者名 | 年齢 | 所属党派 | 新旧別 | 得票数   | 得票率 | 推薦・支持 |
| -------- | ---- | -------- | ------ | -------- | ------ | ---------- |
| 井口経明 | 56   | 無所属   | 現     | 11,414票 | 58.3%  | -          |
| 小野光彦 | 59   | 無所属   | 元     | 8,162票  | 41.7%  | -          |

2006年（平成18年）の市長選挙は無投票で3選を果たした。

### 2010年岩沼市長選挙
新人が立候補して、選挙戦となったが破って4選を果たした。
※当日有権者数：34,681人 最終投票率：51.43%（前回比：-pts）
| 候補者名 | 年齢 | 所属党派 | 新旧別 | 得票数  | 得票率 | 推薦・支持 |
| -------- | ---- | -------- | ------ | ------- | ------ | ---------- |
| 井口経明 | 64   | 無所属   | 現     | 9,715票 | 55.0%  | -          |
| 大友健   | 60   | 無所属   | 新     | 7,949票 | 45.0%  | -          |

4期目の途中で東日本大震災が発生したが、被災自治体ではいち早く復興計画を作った。2014年（平成26年）の市長選挙には立候補しなかった。同年6月22日に市長を退任した。
市長退任後は東日本大震災当時の首長として、各地で講演を行っている。

## 人物
1964年東京オリンピックで聖火ランナーを務めた。

## 栄典
- 2016年（平成28年）4月29日 - 旭日中綬章[13]